# XMPP标准基金会

Logo

XMPP标准基金会（英語：XMPP Standards Foundation，XSF）是负责XMPP协议扩展的标准化、即时通信的开放标准的基金会。

## 历史
XSF最初被称为Jabber Software Foundation（Jabber软件基金会，JSF）。Jabber软件基金会最初成立的目的是提供一个独立的非营利性法律实体，以支持围绕 Jabber 技术（以及后来的 XMPP）的开发社区。最初它的主要重点是开发 JOSL，即 Jabber 开源许可证。 , 以及用于记录 Jabber/XMPP 开发人员社区中使用的协议的开放标准流程。 它的创始人包括Michael Bauer和Peter Saint-Andre。

## 进程
XSF 成员投票决定接受新成员、技术委员会和董事会。但发布、查看或评论其颁布的标准并不需要成员资格。XSF 的工作单元是XMPP扩展协议（英語：XMPP Extension Procotol，XEP）； XEP-0001指定了XEP被社区接受的过程。XSF 的大部分工作都在 XMPP 扩展讨论列表、jdevjdev 和 xsf 聊天室中进行。

## XMPP峰会
XSF每半年举行一次XMPP峰会（英語：XMPP Submit），该活动上世界各地的软件和协议开发人员分享和讨论关于XMPP协议和XEP事宜，冬季举办在比利时布鲁塞尔的自由及開源軟件開發者歐洲會議附近，夏季举办在美国波特兰市的RealtimeConf附近。这些会议对任何人开放，并专注于讨论XSF成员希望讨论的技术和非技术问题，参与者不收取任何费用，不过XSF接受捐赠。第一届XMPP峰会于2006年7月24日至25日在波特兰举行。